# Xenagama wilmsi
Xenagama wilmsi — вид ігуаноподібних ящірок родини агамових (Agamidae). Мешкає в Ефіопії і Сомалі. Описаний у 2013 році.

## Поширення і екологія
Xenagama wilmsi мешкають в регіоні Сомалі на північному сході Ефіопії та в регіоні Авдал на крайньому північному заході Сомалі. Вони живуть на луках, місцями порослих невисокими чагарниками і акаціями, та на пасовищах, на висоті від 800 до 1300 м над рівнем моря. Віддають перевагу місцевостям з гнилистими ґрунтами, уникають кам'янистих місцевостей. Відкладають яйця.